# Elaphoglossum tovii
Elaphoglossum tovii är en träjonväxtart som beskrevs av E. Brown. Elaphoglossum tovii ingår i släktet Elaphoglossum och familjen Dryopteridaceae. Inga underarter finns listade.